# شقران كرماني
شقران کرماني (الاسم العلمي:Puccinia kermanensis) هو نوع من الفطريات يتبع جنس الشقران من الفصيلة الشقرانية.